# 东社镇 (南通市)
东社镇是中华人民共和国江苏省南通市通州区下辖的一个镇。
2015年3月24日，江苏省人民政府批复同意撤销东社镇、五甲镇。将原五甲镇行政区域与原东社镇行政区域合并，设立新的东社镇。镇人民政府驻东社居委会。

## 行政区划
东社镇下辖以下村级行政区划单位：
东社社区、杨港社区、五甲苴社区、新街村、五马路村、唐洪村、严北村、横马村、香台村、河东村、苴西村、新桥村、东平村、庆丰社区、白龙庙社区、福利村、平和村、中和村、陈墩村、兴隆灶村和滥港桥村。